# Zbójca

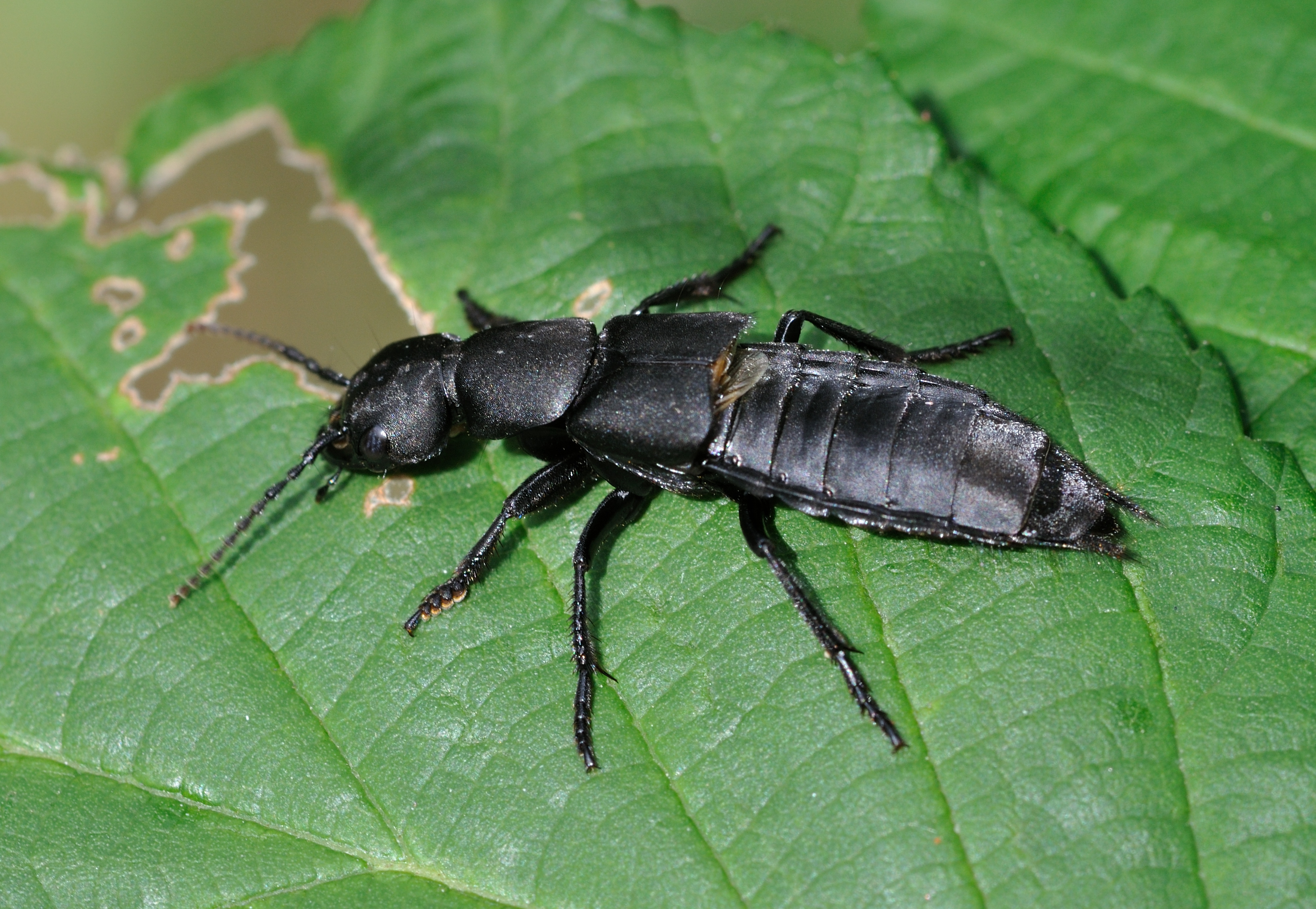
Zbójca gajowy

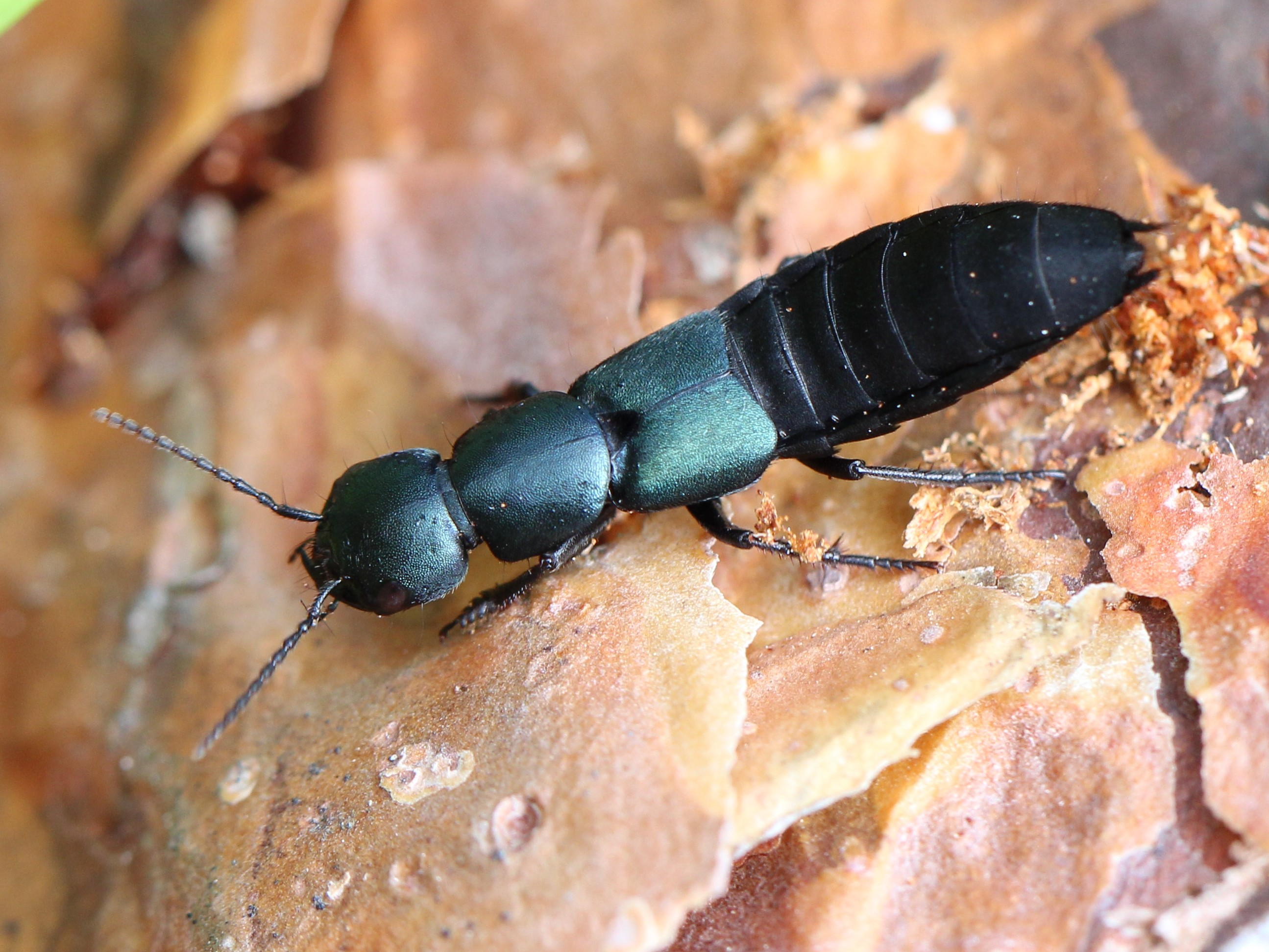
Ocypus ophthalmicus

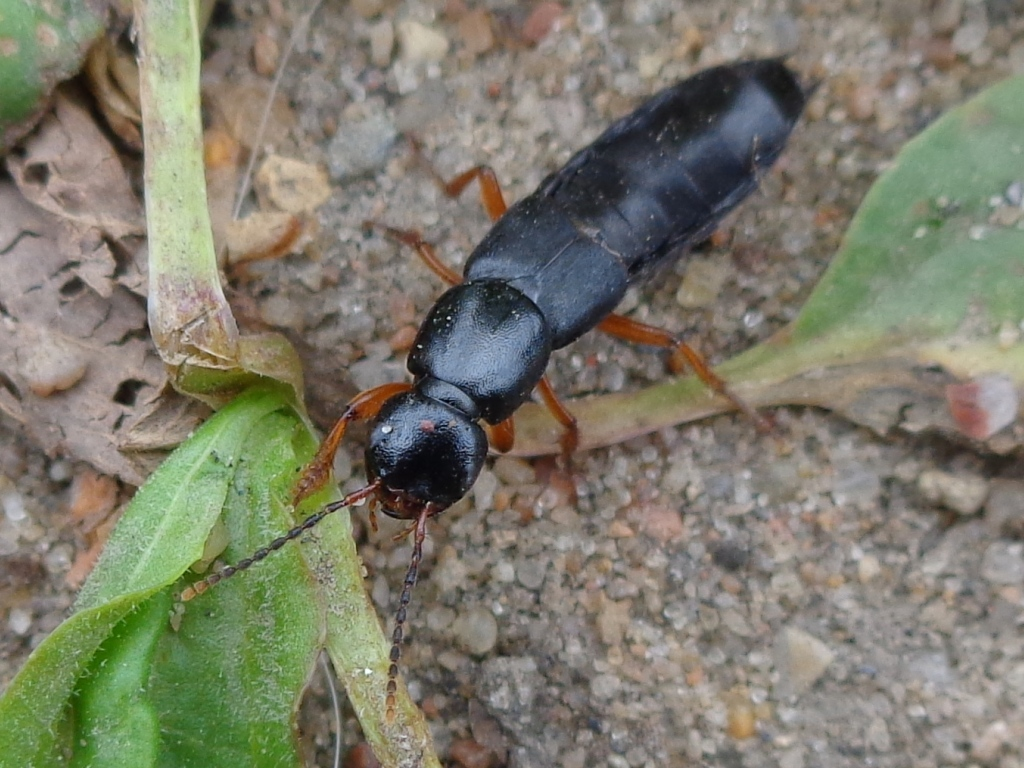
Ocypus brunnipes

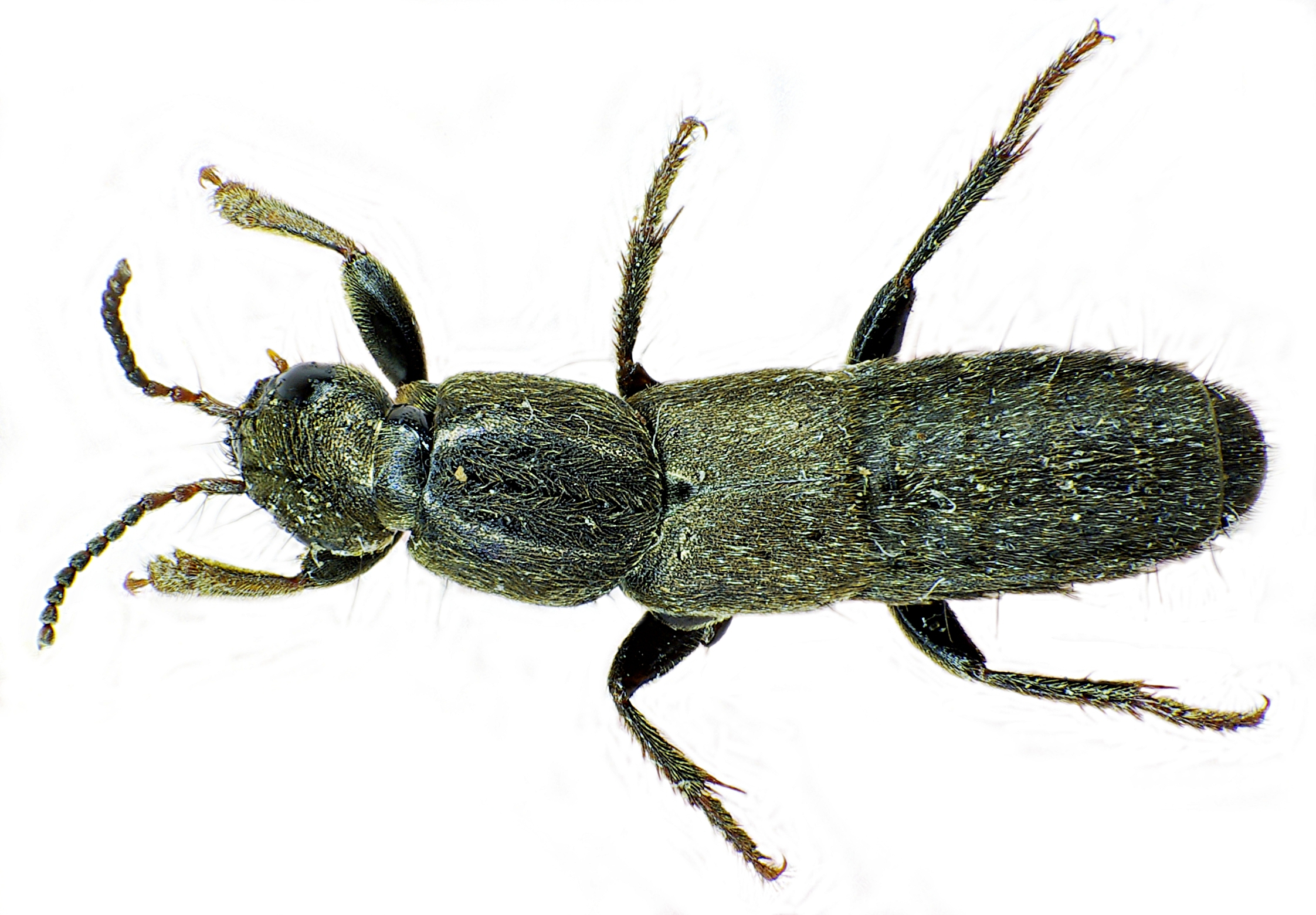
Ocypus aeneocephalus

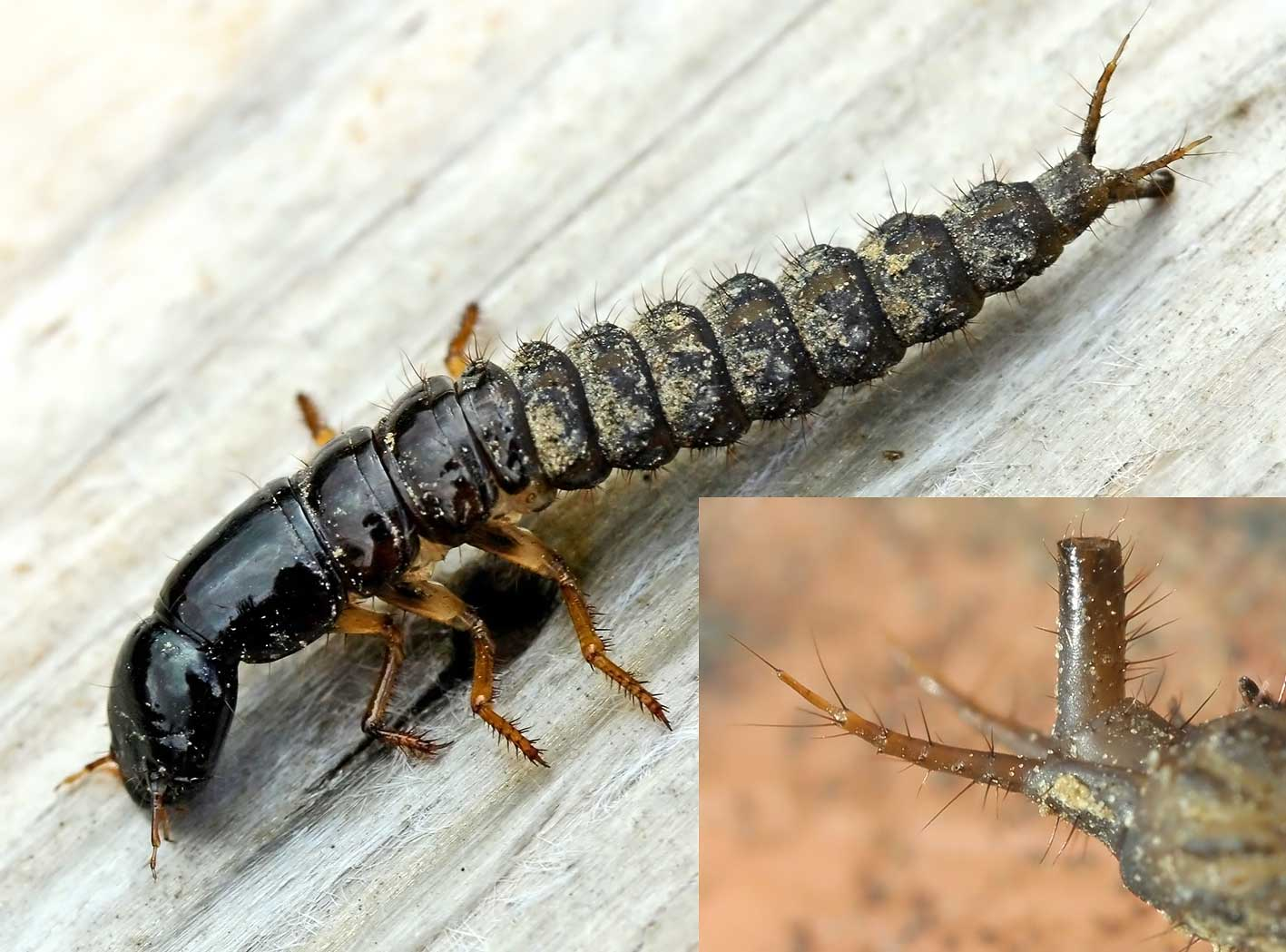
Larwa zbójcy gajowego

Zbójca (Ocypus) – rodzaj chrząszczy z rodziny kusakowatych i podrodziny kusaków.
Rodzaj ten został wprowadzony w 1819 roku przez Williama Elforda Leacha.
Chrząszcze o wydłużonym ciele. Głowę mają średnią lub dużą, w zarysie czworokątną lub zaokrągloną, zaopatrzoną w przesunięte nieco na jej grzbietową stronę oczy oraz krótkie, krępe czułki. Aparat gębowy ma dwupłatową wskutek głębokiego wykrojenia wargę górną, krępe, dość krótkie i słabo zakrzywione żuwaczki z zębami na wewnętrznych krawędziach oraz głaszczki szczękowe o ostatnim członie szerszym niż poprzedni, spłaszczonym, o bokach równoległych lub rozszerzonym ku szczytowi. Przedtułów cechuje się zwykle brakiem epimer oraz w widoku od góry widoczną na całej długości jako ostra listewka krawędzią górną epipleury przedplecza, połączoną pod ostrym kątem z krawędzią dolną. Śródpiersie ma wąski i sięgający co najwyżej do połowy bioder wyrostek międzybiodrowy. Przednia para odnóży ma u obu płci silnie rozszerzone stopy, a środkowa i tylna uzbrojone w kolce golenie.
Kusaki te zasiedlają lasy i tereny otwarte. Bytują w ściółce, glebie, pod kamieniami i w gnijących szczątkach roślin. Żerują na różnych bezkręgowcach, w tym ślimakach.
Przedstawiciele rodzaju występują w krainach: palearktycznej, nearktycznej i orientalnej. W Polsce stwierdzono 12 gatunków (zobacz też: kusakowate Polski)
Należy tu około 150 opisanych gatunków:

- Ocypus addendus (Lindberg, 1953)
- Ocypus aeneocephalus (De Geer, 1774) − zbójca bagienny
- Ocypus aenescens Eppelsheim, 1889
- Ocypus aereus Cameron, 1928
- Ocypus aethiops (Waltl, 1835)
- Ocypus affinis Wollaston, 1864
- Ocypus albanicus (G. Müller, 1943)
- Ocypus alfierii (Bernhauer, 1925)
- Ocypus almensis Coiffait, 1967
- Ocypus alpestris Erichson, 1840
- Ocypus altissimus Coiffait, 1977
- Ocypus ambiguus Coiffait, 1964
- Ocypus angustulus Eppelsheim, 1888
- Ocypus anophthalmicus (Hernández et Aguiar, 1988)
- Ocypus apterus (Scheerpeltz, 1976)
- †Ocypus atavus (Oustalet, 1874)
- Ocypus auroguttatus (Cameron, 1932)
- Ocypus baronii (Coiffait, 1982)
- Ocypus bernhaueri (G. Müller, 1925)
- Ocypus bhutanicus Coiffait, 1977
- Ocypus biharicus (G. Müller, 1926)
- Ocypus brenskei Reitter, 1884
- Ocypus brevipennis (Heer, 1839)
- Ocypus brunnipes (Fabricius, 1781)
- Ocypus bureschi Coiffait, 1971
- Ocypus caeruleus (Cameron, 1932)
- Ocypus caerulescens Coiffait, 1982
- Ocypus cameroni Smetana et Davies, 2000
- Ocypus canariensis Gemminger et Harold, 1868
- Ocypus caroli (Jarrige, 1943)
- Ocypus cerceticus Coiffait, 1964
- Ocypus chevrolatii Baudi, 1848
- Ocypus coreanus (G. Müller, 1925)
- Ocypus curtipennis Motschulsky, 1849
- Ocypus cyaneopubens (Reitter, 1913)
- Ocypus cyclopus Peyron, 1858
- Ocypus densissimus (Bernhauer, 1933)
- Ocypus deuvei Coiffait, 1978
- Ocypus dorsalis Sharp, 1889
- Ocypus duplicatus (G. Müller, 1943)
- Ocypus eppelsheimi Reitter, 1887
- Ocypus excisus (G. Müller, 1950)
- Ocypus festae (Müller G., 1925)
- Ocypus forficularius (Motschulsky, 1860)
- Ocypus fortunatarum Wollaston, 1871
- Ocypus frater Smetana, 1965
- Ocypus fujiensis Naomi, 1992
- Ocypus fulvipennis Erichson, 1840
- Ocypus fulvotomentosus Eppelsheim, 1889
- Ocypus fuscatoides (Coiffait, 1964)
- Ocypus fuscatus (Gravenhorst, 1802)
- Ocypus fuscoaeneus Solsky, 1871
- Ocypus gloriosus Sharp, 1874
- Ocypus graeseri Eppelsheim, 1887
- Ocypus hagai Naomi, 1992
- Ocypus hakusanus Naomi, 1992
- Ocypus harbinensis J. Li, 1993
- Ocypus heinzi Smetana, 1965
- Ocypus helleni (G. Müller, 1926)
- Ocypus hidanus Watanabe, 1987
- Ocypus himalaycus (Coiffait, 1982)
- Ocypus hissaricus M. Dvorˇák, 1984
- Ocypus hochhuthi Eppelsheim, 1878
- Ocypus impennis (Fauvel, 1882)
- Ocypus inexspectatus Eppelsheim, 1887
- Ocypus italicus (Aragona, 1830)
- Ocypus iyonus Naomi, 1992
- Ocypus izayoi Naomi, 1992
- Ocypus japonicus Sawada, 1965
- Ocypus jeannei Coiffait, 1980
- Ocypus kansuensis (Bernhauer, 1933)
- Ocypus kendappa Naomi, 1992
- Ocypus khnzoriani Coiffait, 1967
- Ocypus kiimontanus Naomi, 1992
- Ocypus kisonus Naomi, 1992
- Ocypus kuntzeni (G. Müller, 1926)
- Ocypus latens Solodovnikov, 2000
- Ocypus lewisius Sharp, 1874
- Ocypus liaoningensis J. Li, 1993
- Ocypus longimanus Smetana, 1965
- Ocypus macrocephalus (Gravenhorst, 1802) − zbójca smolisty
- Ocypus manceps Smetana, 1965
- Ocypus mateui (Coiffait, 1954)
- Ocypus matilei Jarrige, 1971
- Ocypus megalocephalus (Nordmann, 1837)
- Ocypus milleri Quedenfeldt, 1882
- Ocypus miwai (Bernhauer, 1943)
- Ocypus montanus (Cameron, 1942)
- Ocypus murgulensis Coiffait, 1978
- Ocypus mus (Brullé, 1832)
- Ocypus nemotoi Naomi, 1992
- Ocypus nepalicus (Coiffait, 1981)
- Ocypus nigroaeneus Sharp, 1889
- Ocypus nitens (Schrank, 1781) − zbójca leśny
- Ocypus nubigena Smetana, 1965
- Ocypus nudicollis Coiffait, 1977
- Ocypus obscuroaeneus Fairmaire, 1852
- Ocypus ohtsukaorum Naomi, 1992
- Ocypus olens (O. Müller, 1764) − zbójca gajowy
- Ocypus opacus Roth, 1851
- Ocypus ophthalmicus (Scopoli, 1763)
- Ocypus orientis Smetana and Davies, 2000
- Ocypus ormayi (Reitter, 1887)
- Ocypus ottomanus Fauvel, 1900
- Ocypus parvulus Sharp, 1874
- Ocypus pecoudi (Jarrige, 1954)
- Ocypus pedemontanus (G. Müller, 1924)
- Ocypus petricola (Gistel, 1857) (nomen dubium)
- Ocypus picipennis (Fabricius, 1793)
- Ocypus plagiicollis Fairmaire, 1891
- Ocypus ponticus Smetana, 1968
- †Ocypus provincialis (Oustalet, 1874)
- Ocypus pullus Hochhuth, 1849
- Ocypus quadraticeps (Ménétriés, 1832)
- Ocypus quadrimaculatus (Cameron, 1932)
- Ocypus queinneci Coiffait, 1984
- Ocypus reimoseri (Bernhauer, 1906)
- Ocypus rhaeticus Eppelsheim, 1873
- Ocypus rhoetus Smetana, 2007
- Ocypus sabi Naomi, 1992
- Ocypus saevus Solodovnikov, 2000
- Ocypus scutiger Sharp, 1889
- Ocypus semenowi Reitter, 1887
- Ocypus septentrionalis Watanabe, 1984
- Ocypus sericeicollis (Ménétriés, 1832)
- Ocypus sericeomicans (Bernhauer, 1931)
- Ocypus serotinus (Ádám, 1992)
- Ocypus sikkimensis (Bernhauer, 1920)
- Ocypus simulator Eppelsheim, 1878
- Ocypus smetanai Naomi, 1992
- Ocypus solarii (G. Müller, 1923)
- Ocypus stastnyi M. Dvorˇák, 2000
- Ocypus subaenescens Wollaston, 1864
- Ocypus subtilis Tikhomirova, 1973
- Ocypus svozili M. Dvorˇák, 1984
- Ocypus sylvaticus Wollaston, 1865
- Ocypus syriacus Baudi, 1848
- Ocypus tenebricosus (Gravenhorst, 1846)
- Ocypus thericles Smetana, 2007
- Ocypus torvus Smetana, 1965
- Ocypus trapezensis Coiffait, 1964
- Ocypus turcicus (Bernhauer, 1923)
- Ocypus umbricola Wollaston, 1864
- Ocypus umbro Smetana, 2007
- Ocypus viaticus (Gistel, 1857) (nomen dubium)
- Ocypus wasmanni (Bernhauer, 1920)
- Ocypus weisei Harold, 1877
- Ocypus yamato Naomi, 1992
- Ocypus yeti M. Dvorˇák, 2000
- Ocypus yoroi Naomi, 1992
- Ocypus yuinus Naomi, 1992
- Ocypus zopyrus Smetana, 2007